# Segretariato del Trattato Antartico
Il Segretariato del Trattato Antartico (in inglese: Secretariat of the Antarctic Treaty, ATS) è un'organizzazione creata nel 2003 durante l'incontro consultivo annuale dei paesi firmatari del Trattato Antartico, al fine di supportare proprio l'organizzazione di tali incontri e la pubblicazione dei verbali ad essi inerenti.

## Creazione e competenze
In particolare, il segretariato è stato creato attraverso la Misura 1, adottata durante il XXVI incontro dei paesi firmatari del trattato, tenutosi a Madrid, in Spagna, nel 2003; in tale delibera sono elencate anche le funzioni del segretariato ed il budget ad esso destinato.
Tra le varie attività svolte dall'organizzazione vi sono anche il supporto alle attività del Comitato di Protezione Ambientale (in inglese: Committee for Environmental Protection, CEP), migliorando la comunicazione tra i paesi firmatari del trattato ed occupandosi della conservazione, della ricompilazione e della distribuzione delle informazioni derivanti dai vari meeting, e l'attività di divulgazione al pubblico di tutto quanto riguarda il Trattato Antartico.
Il segretariato ha iniziato la sua attività, nel suo quartier generale di Buenos Aires, il 1º settembre 2004. Il primo segretario esecutivo dell'ATS è stato l'olandese Jan Huber, che ha ricoperto la carica per 5 anni, fino al 31 agosto 2009. Ad esso succedette il tedesco Manfred Reinke, eletto durante l'incontro consultivo dei paesi firmatari del trattato tenutosi nel 2009 a Baltimora. Da inizio 2017 a capo del segretariato siede l'uruguaiano Albert Lluberas, il cui mandato, della durata di quattro anni, è stato rinnovato nel 2021.

L'attuale del segretariato prevede che oltre segretario esecutivo vi sia un vicesegretario e uno staff composto da otto membri, a cui competono le mansioni sopra elencate.